# Piazza degli Eroi (Budapest)
Piazza degli Eroi (in ungherese Hősök tere) è una delle più importanti piazze di Budapest; si trova alla fine di Andrássy út, vicino al parco municipale Városliget.

## Il luogo
Hősök tere si trova tra due importanti edifici, il Museo di belle arti sulla sinistra e la Galleria d'arte Műcsarnok sulla destra. Sull'altro lato, dove sbuca Andrássy ùt, sono presenti due edifici che si affacciano sulla piazza: uno è un palazzo residenziale, mentre l'altro è l'ambasciata di Serbia (già Ambasciata di Jugoslavia, dove Imre Nagy trovò momentaneo rifugio durante la repressione sovietica della rivoluzione ungherese del 1956).
L'area centrale della Piazza degli Eroi ospita il  Monumento del millenario con le statue dei sette capitribù magiari e di altri personaggi rappresentativi della storia dell'Ungheria. La costruzione del memoriale iniziò nel 1896, anno del primo millennio dell'Ungheria, e fu ultimato nel 1929, anno in cui la piazza assunse il nome attuale.

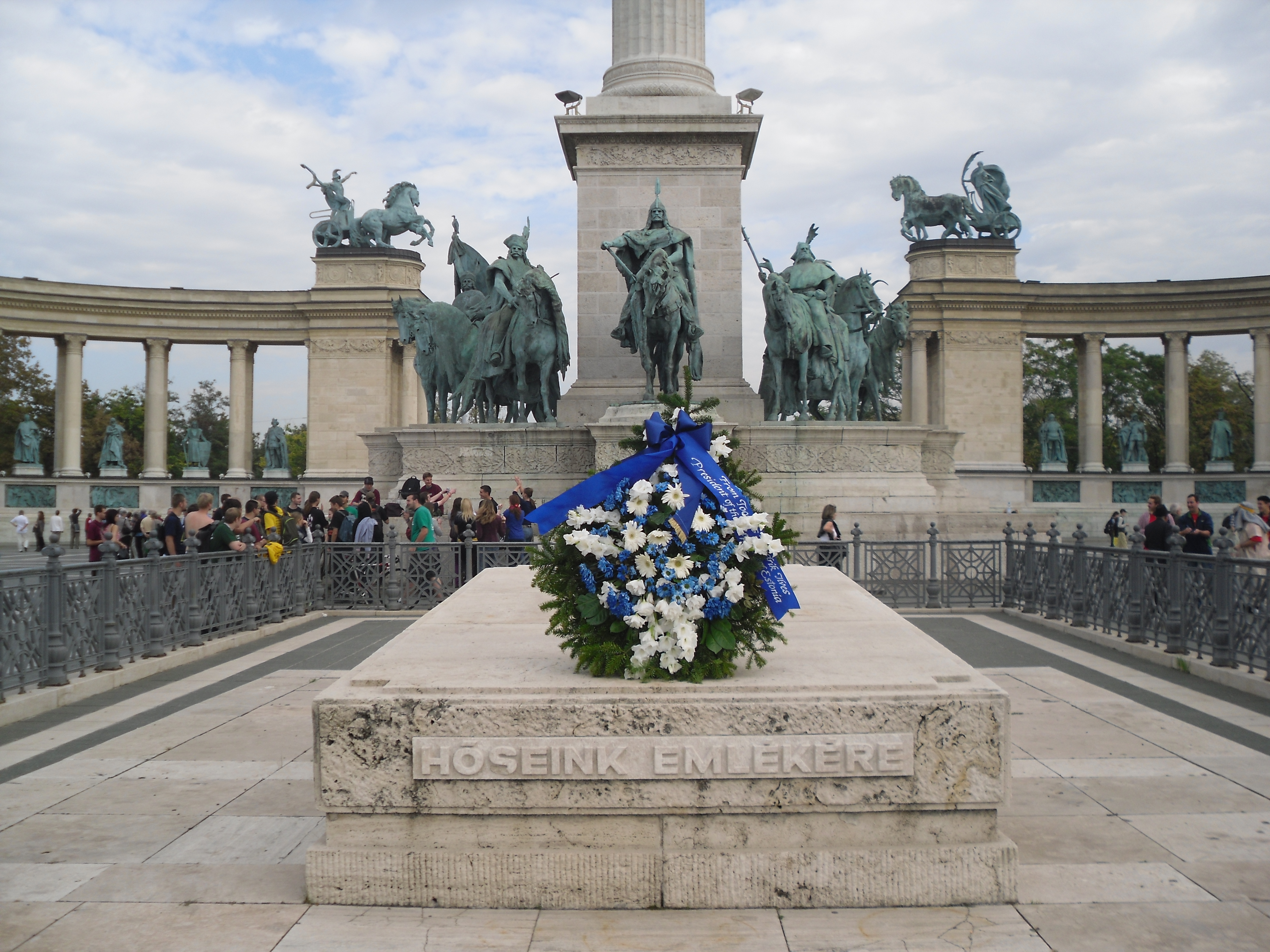
La "Pietra memoriale degli eroi" (come recita l'iscrizione "HŐSEINK EMLEKERE")

Di fronte al monumento si trova la Pietra memoriale degli eroi (Hősök emlékköve). Si tratta di un memoriale qui collocato dopo la prima guerra mondiale e dedicato "Alla memoria degli eroi che diedero la vita per la libertà del loro popolo e della loro indipendenza nazionale", svolgendo pertanto un ruolo simile a quello del memoriale del Milite Ignoto in vari altri Paesi. Alcune volte è erroneamente riportato come tale, anche se in realtà si tratta di un cenotafio e non vi sono inumati resti.
Il 16 giugno 1989 una folla di 250.000 persone si raccolse nella piazza per i nuovi funerali di Imre Nagy, giustiziato nel giugno 1958.
Sia la pietra memoriale sia il monumento del millennio furono di nuovo restaurati nel 2000-2001.
A Budapest ci sono altre tre piazze chiamate Hősök tere: presso Soroksár, Békásmegyer e Rákosliget.

## Monumento del millennio

### Colonna
L'elemento centrale del Monumento del millennio è una colonna trionfale sormontata dalla statua dell'arcangelo Gabriele. Nella mano destra l'angelo tiene la corona di Santo Stefano, il primo re d'Ungheria. Nella mano sinistra l'angelo tiene la doppia croce apostolica, simbolo nazionale che fa riferimento alle concessioni fatte a re Stefano da papa Silvestro II in riconoscimento dei suoi sforzi per convertire gli ungheresi al cristianesimo.
Alla base della colonna sono rappresentati i sette capitribù magiari che nell'896 condussero il popolo ungaro nella regione della pianura carpatica. Il personaggio centrale è Árpád d'Ungheria, considerato il fondatore della nazione ungherese. Vicino a lui ci sono gli altri capi: Előd, Ond, Kond, Tas, Huba, e Töhötöm (Tétény).

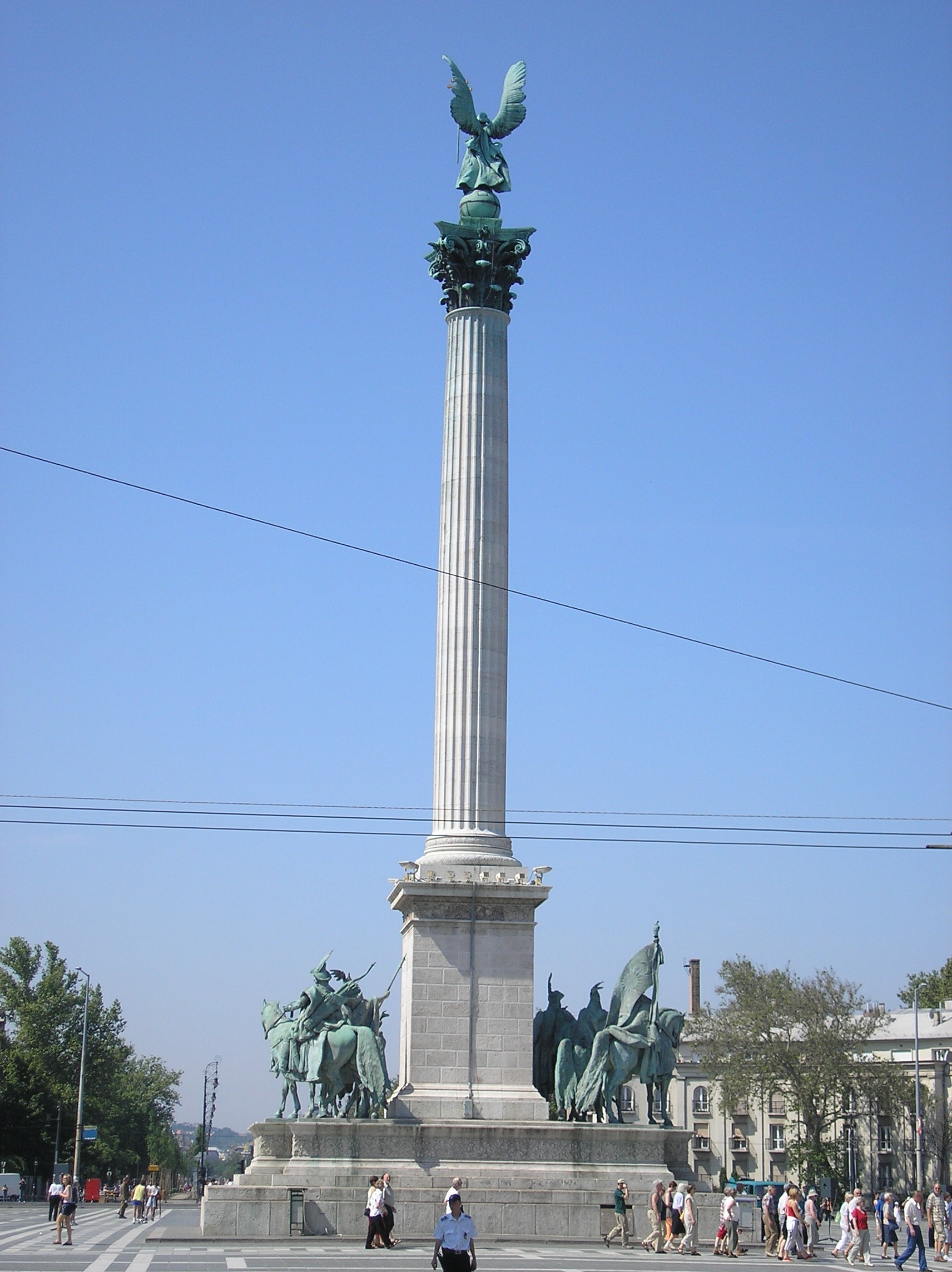
La colonna
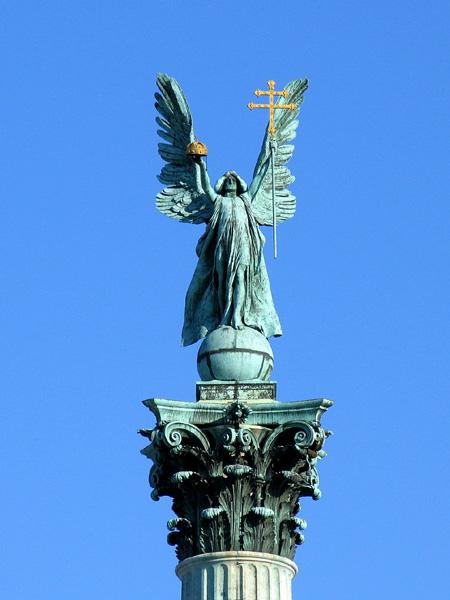
La colonna è sormontata dall'arcangelo Gabriele con la corona e la croce dell'Ungheria
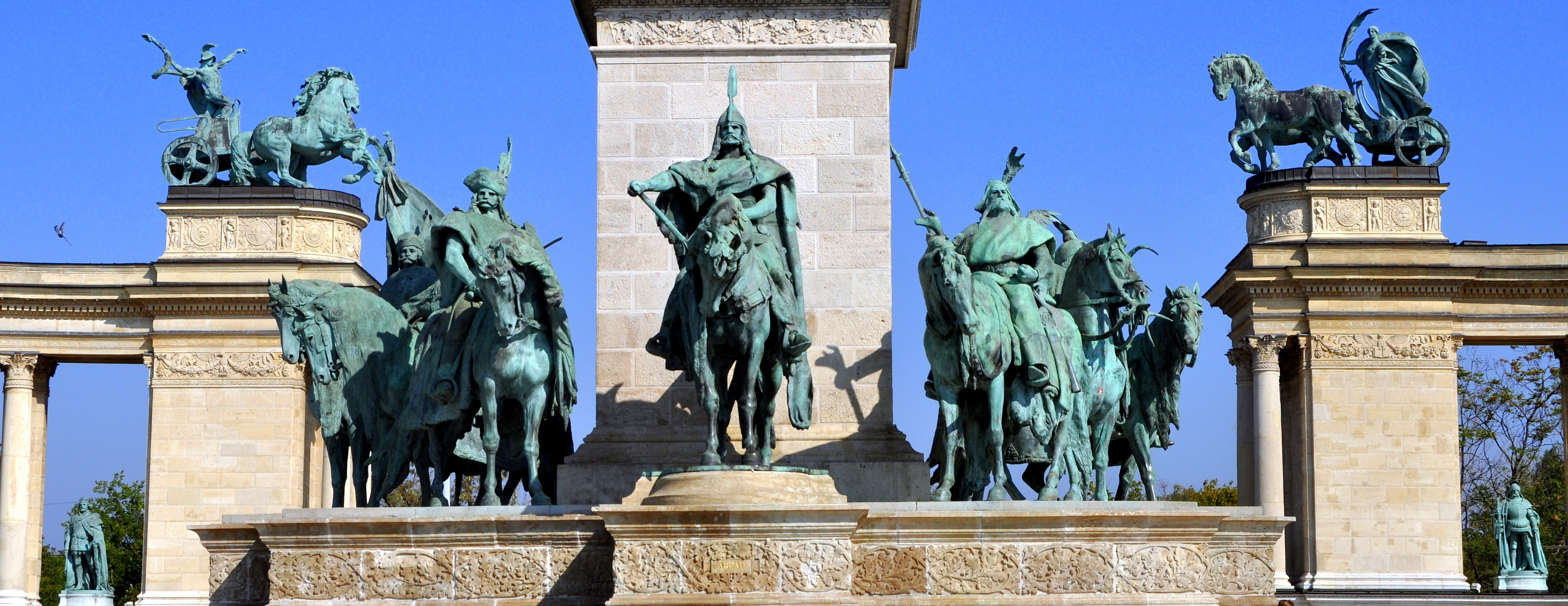
Statue dei sette capitribù magiari alla base della colonna

Il resto del monumento consiste di due colonnati. In cima al colonnato di sinistra è rappresentata una figura maschile che guida un carro usando un serpente come frusta, allegoria della Guerra, mentre sul colonnato di destra vi è una immagine femminile su un carro che tiene una foglia di palma, allegoria della Pace. Ognuno dei due presenta sette statue, ciascuna accompagnata da un bassorilievo, rappresentanti altrettanti figure ed episodi della storia dell'Ungheria.
All'epoca della costruzione del monumento l'Ungheria faceva parte dell'Impero austro-ungarico e le ultime cinque statue (con i relativi bassorilievi) del colonnato di destra erano riservate a membri (ed episodi) della casa d'Asburgo, per secoli regnante (anche) sull'Ungheria: si trattava di Ferdinando I (difesa di Eger, 1552), Carlo III (battaglia di Zenta, 1697), Maria Teresa (giuramento di fedeltà tributatole della Dieta ungherese, 1741), Leopoldo II (la corona di Santo Stefano viene riportata a Buda, 1853) e Francesco Giuseppe I (sua incoronazione a re d'Ungheria, 1867). Quando il monumento fu danneggiato nel corso della seconda guerra mondiale, durante la ricostruzione - sotto il regime socialista - gli Asburgo furono rimpiazzati con le cinque statue attuali da Bocksai a Kossuth, rappresentanti figure di spicco della lotta per la libertà nazionale ungherese (quasi sempre peraltro oppostisi proprio agli asburgici).

### Statue del colonnato
Sinistra

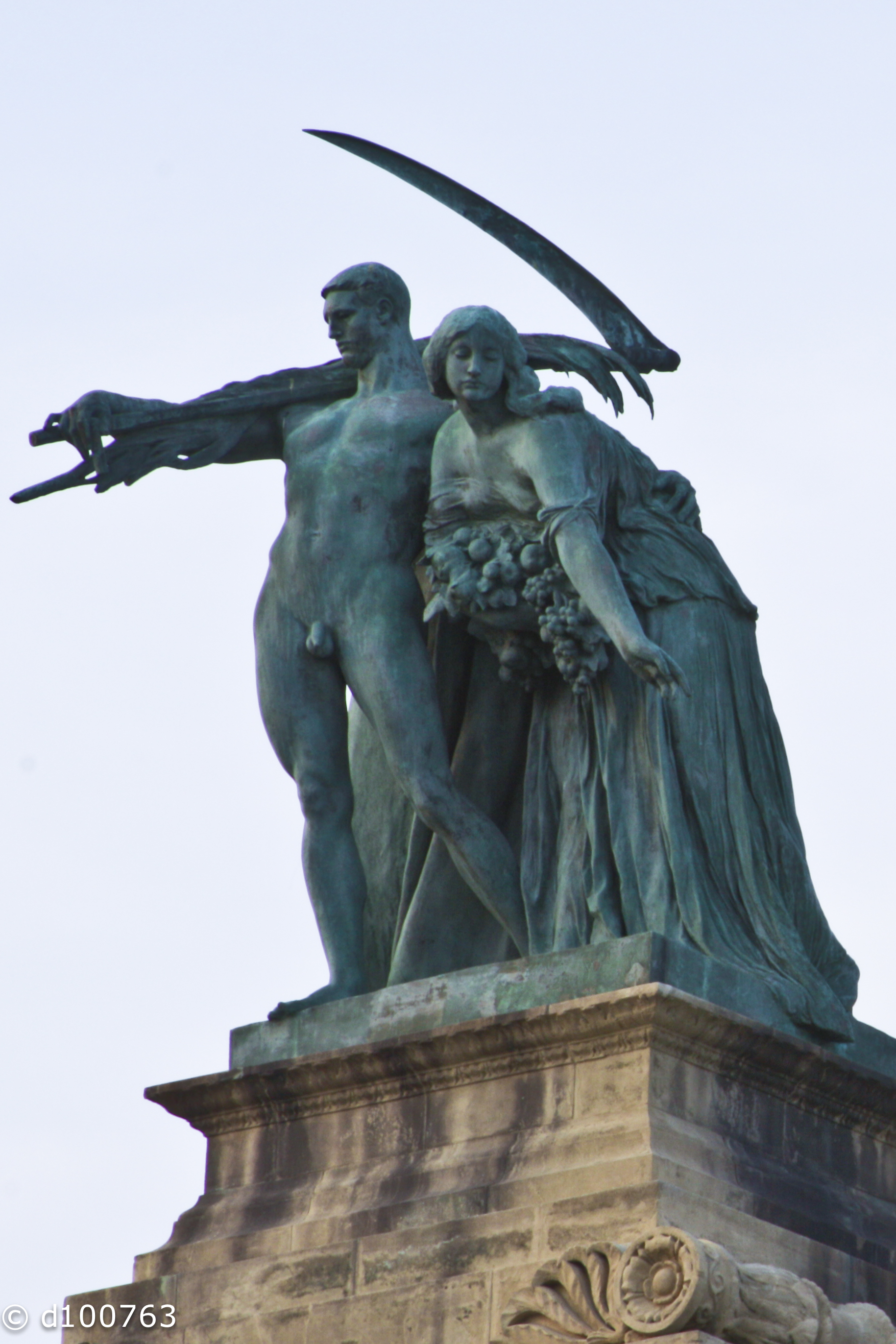
Allegorie del Lavoro e della Prosperità
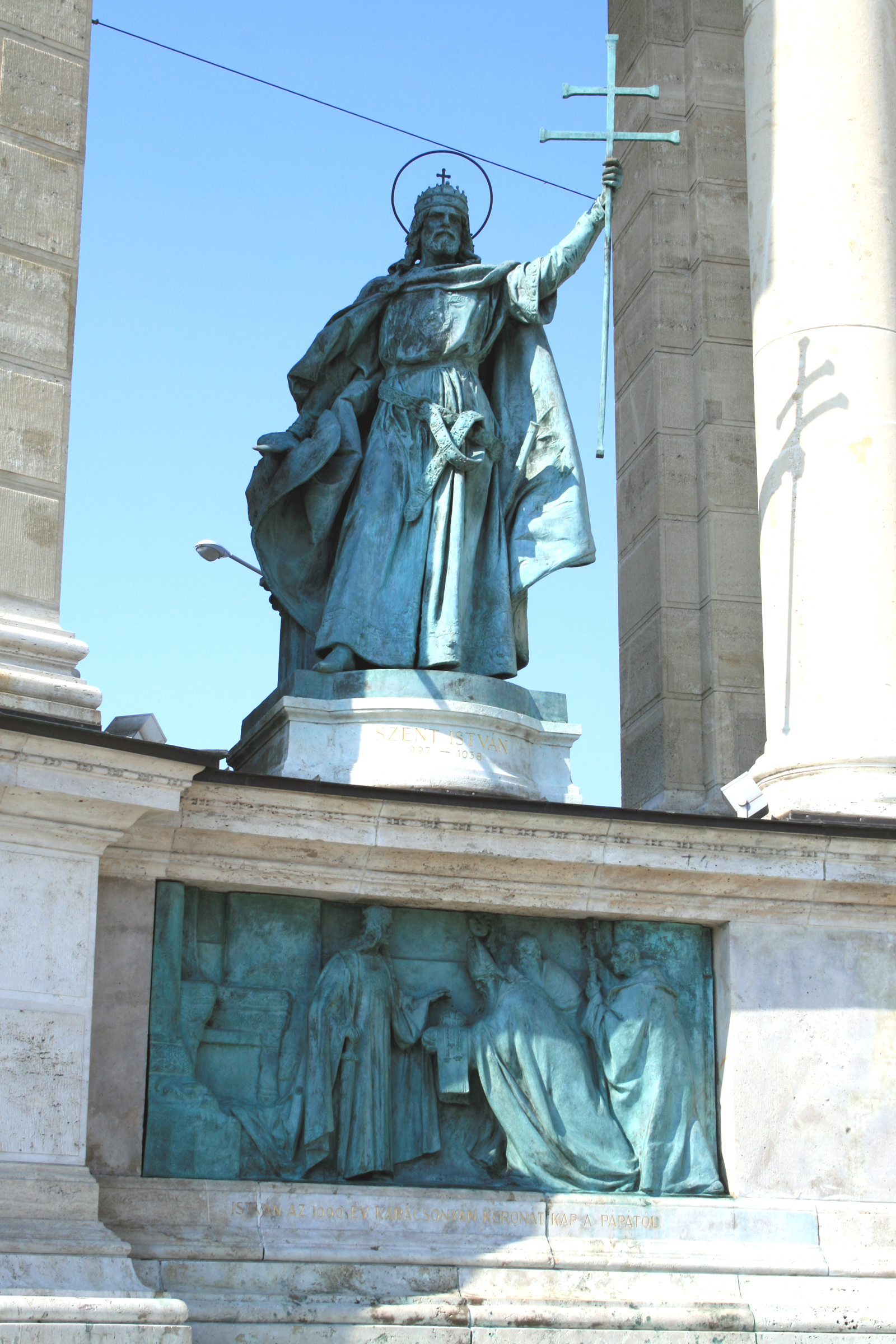
Re Stefano I (r. 1000-1038); Stefano riceve la corona da un emissario del papa (25 dicembre 1000)
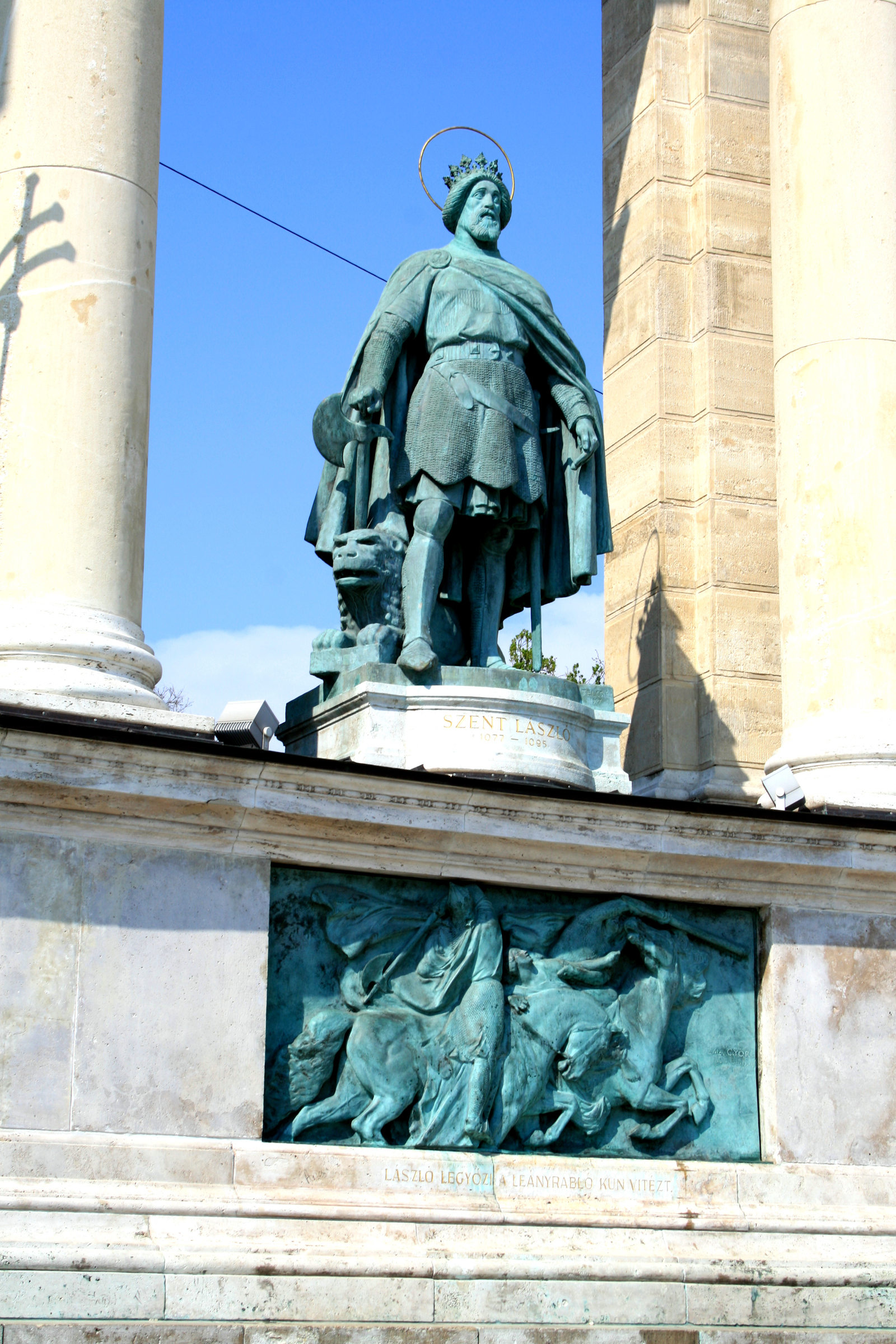
Re Ladislao I (r. 1077-1095); Ladislao uccide il rapitore cumano
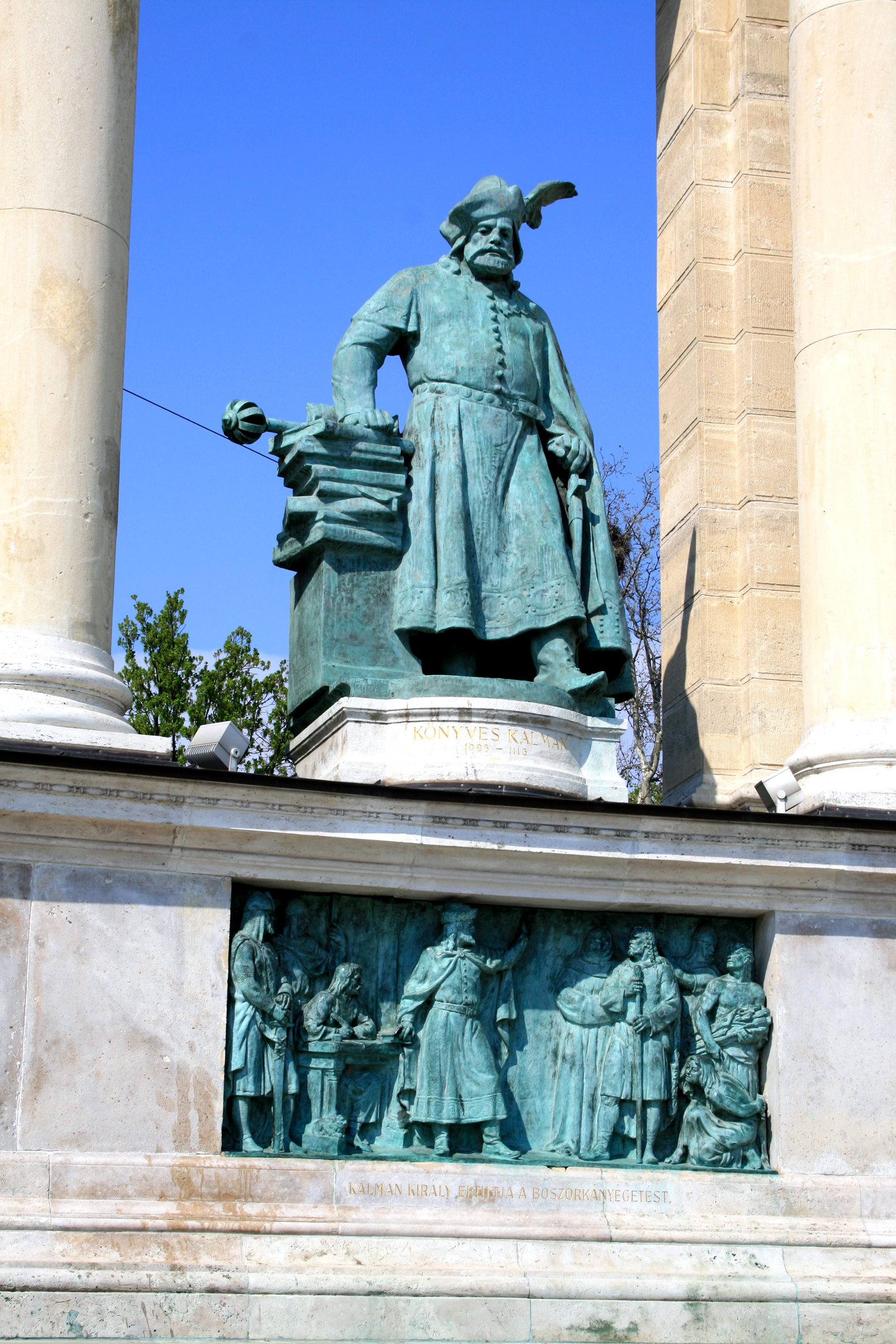
Re Colomanno (r. 1095-1116); Colomanno proibisce i roghi delle streghe
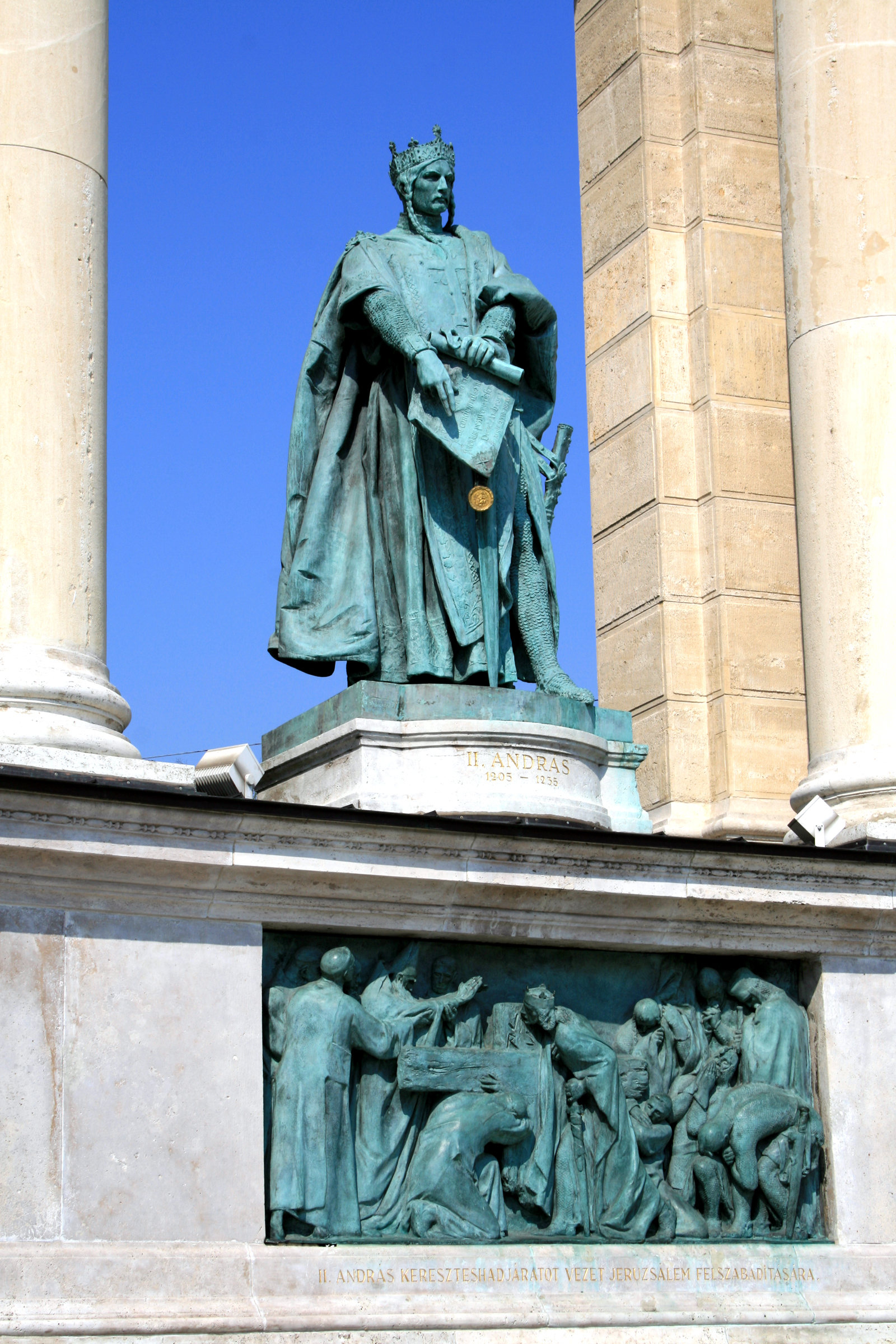
Re Andrea II (r. 1205-1235); Andrea parte per la quinta crociata
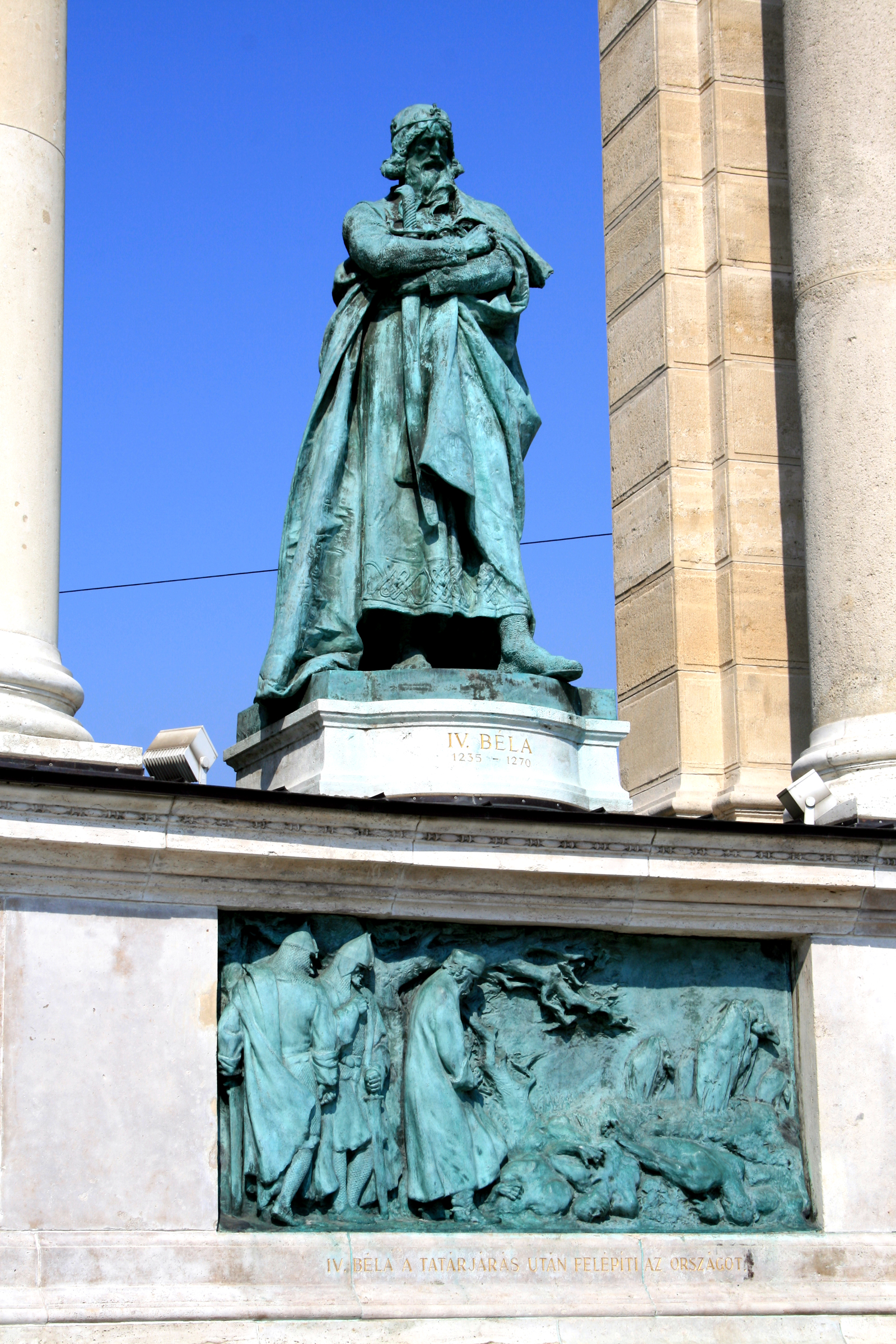
Re Béla IV (r. 1235-1270); Béla restaura la nazione dopo l'invasione mongola
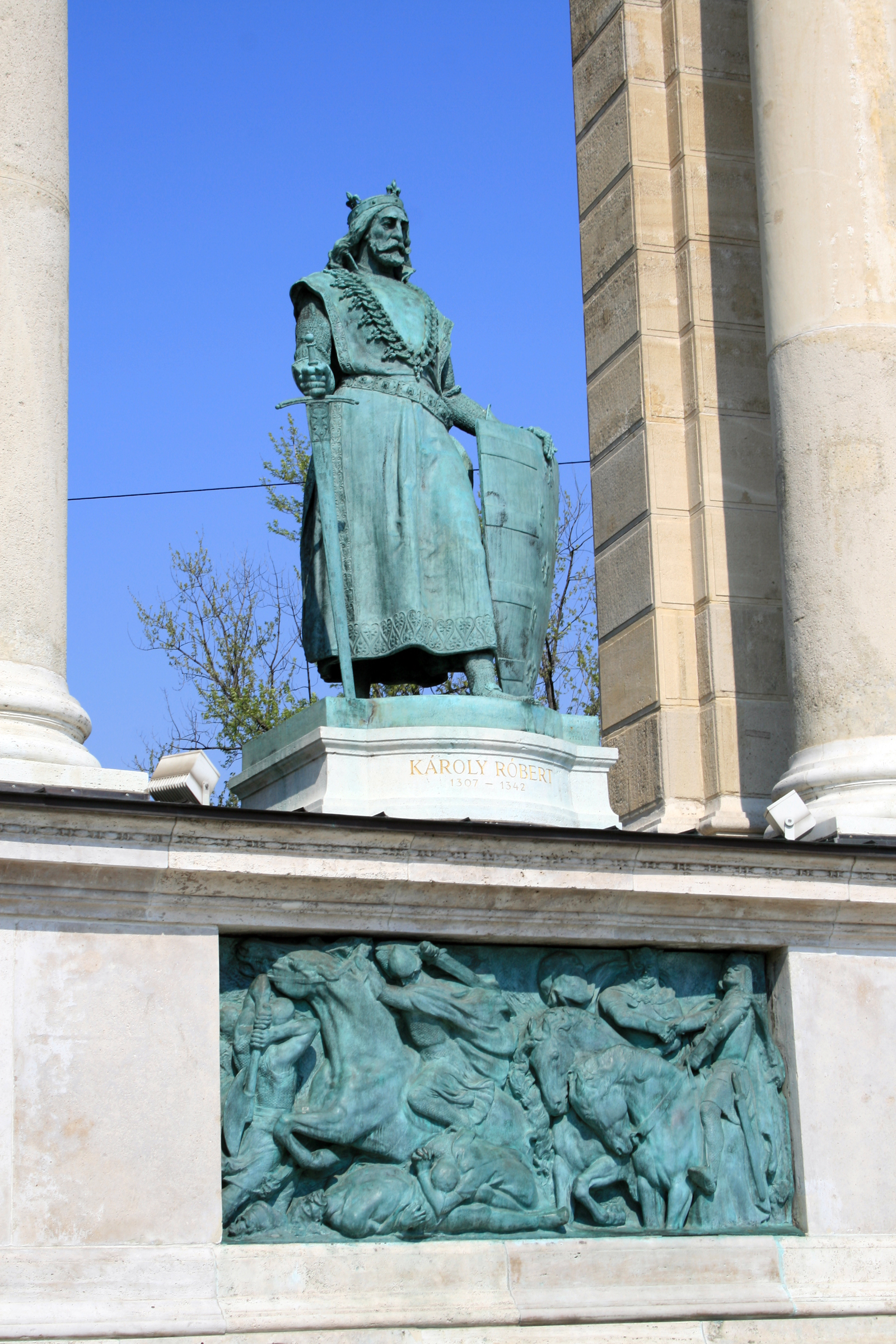
Re Carlo I (r. 1308-1342); Ladislao IV sconfigge Ottocaro II di Boemia alla battaglia di Marchfeld (1278)
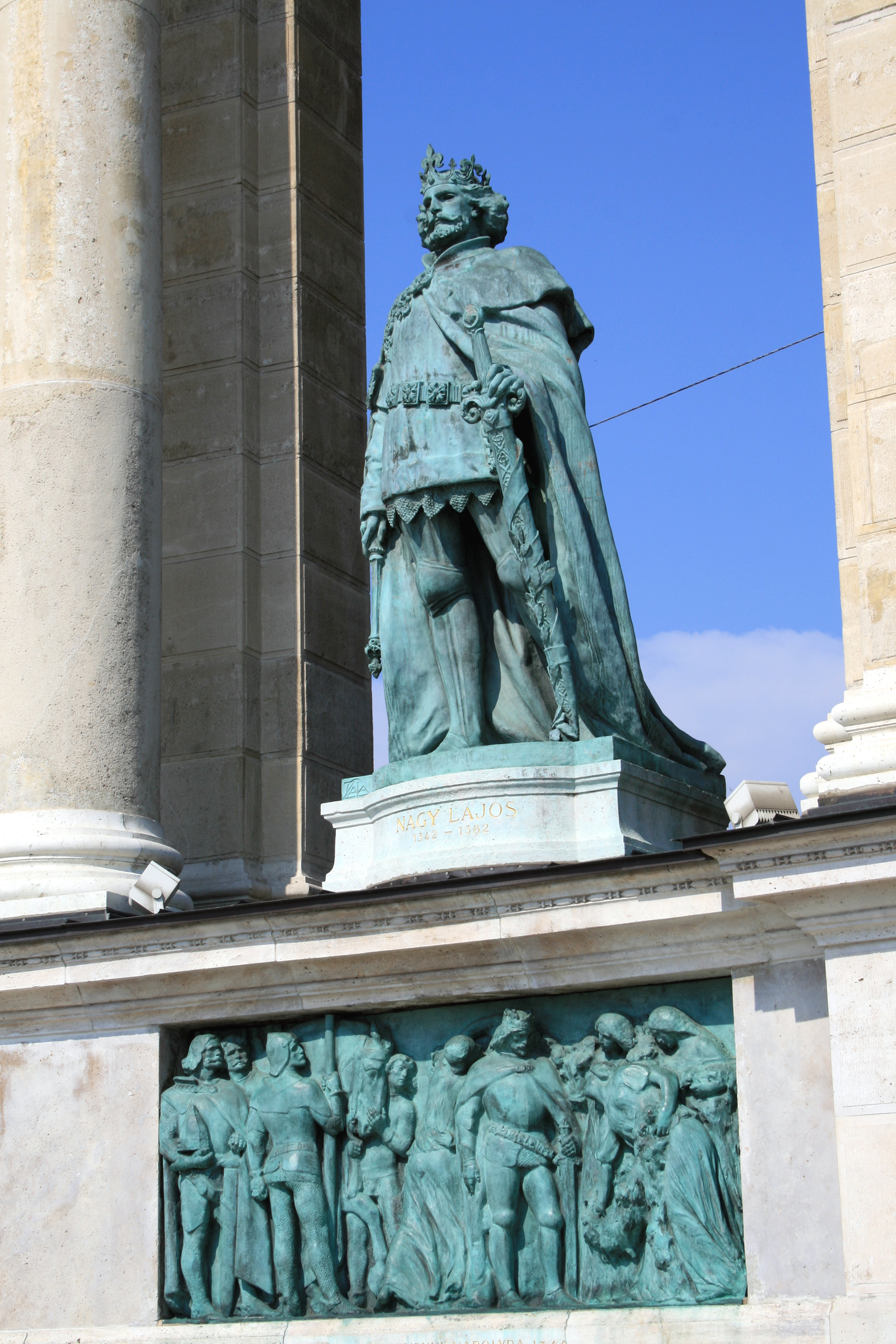
Re Luigi I (r. 1342-1382); Luigi entra a Napoli
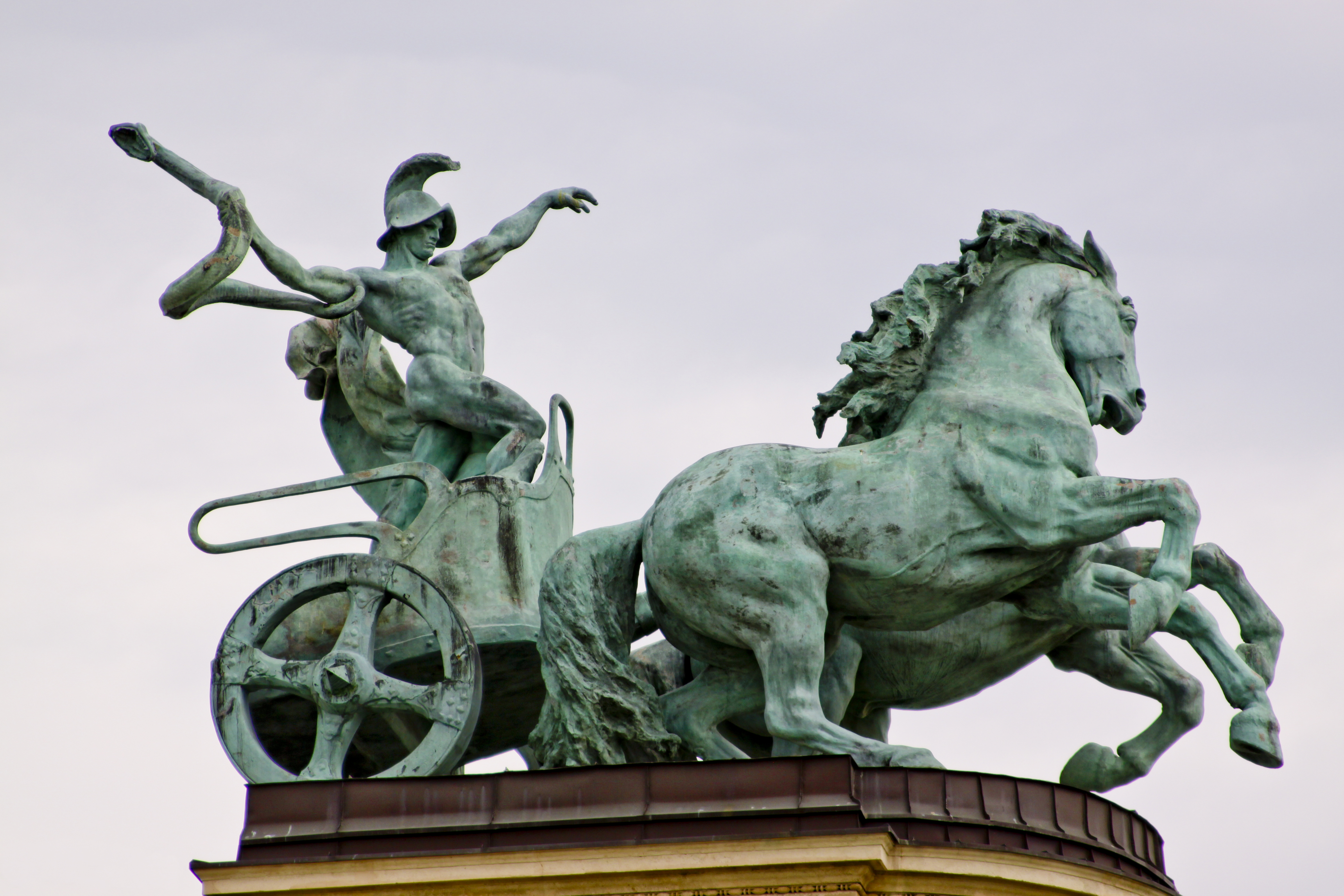
Allegoria della Guerra

Destra

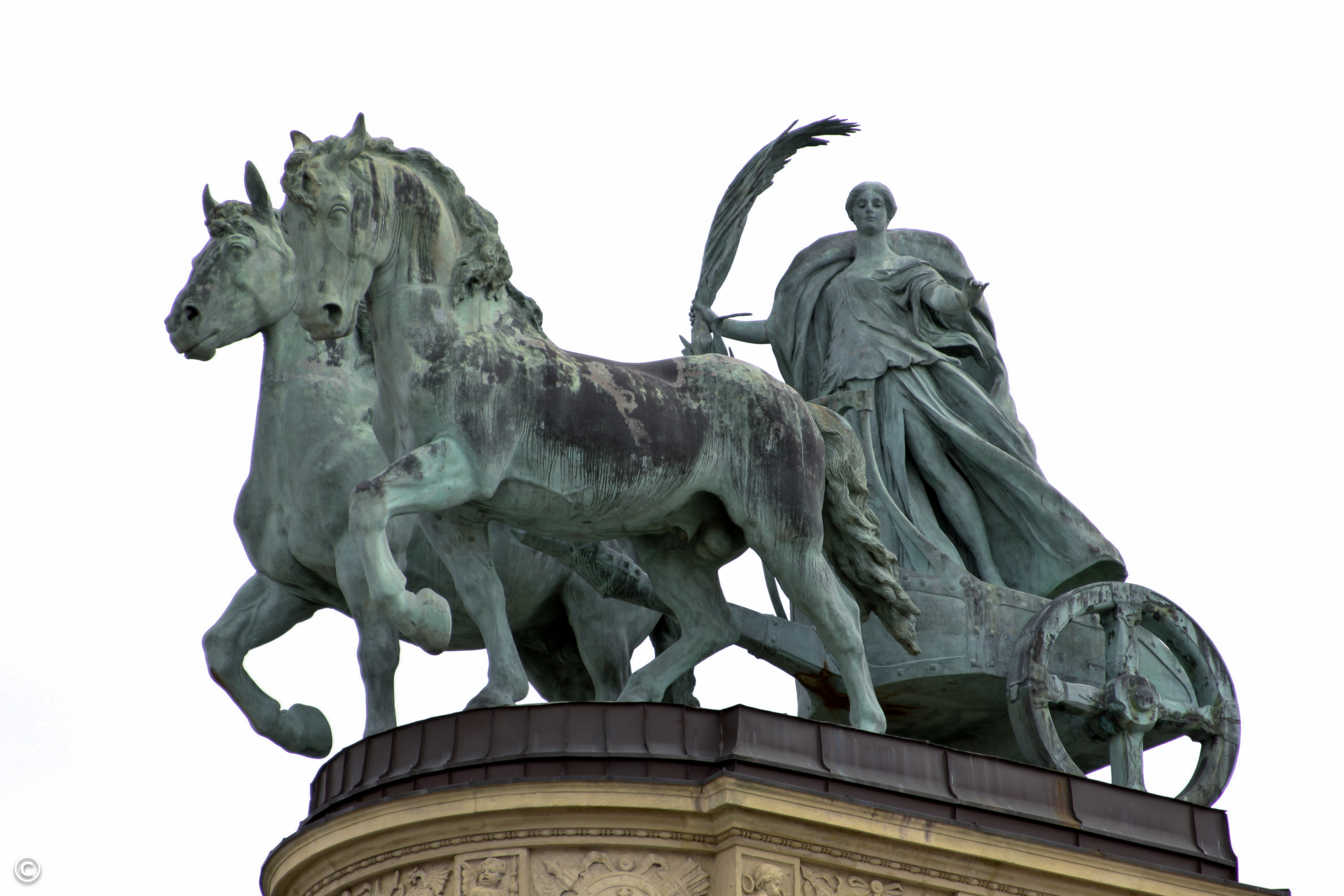
Allegoria della Pace
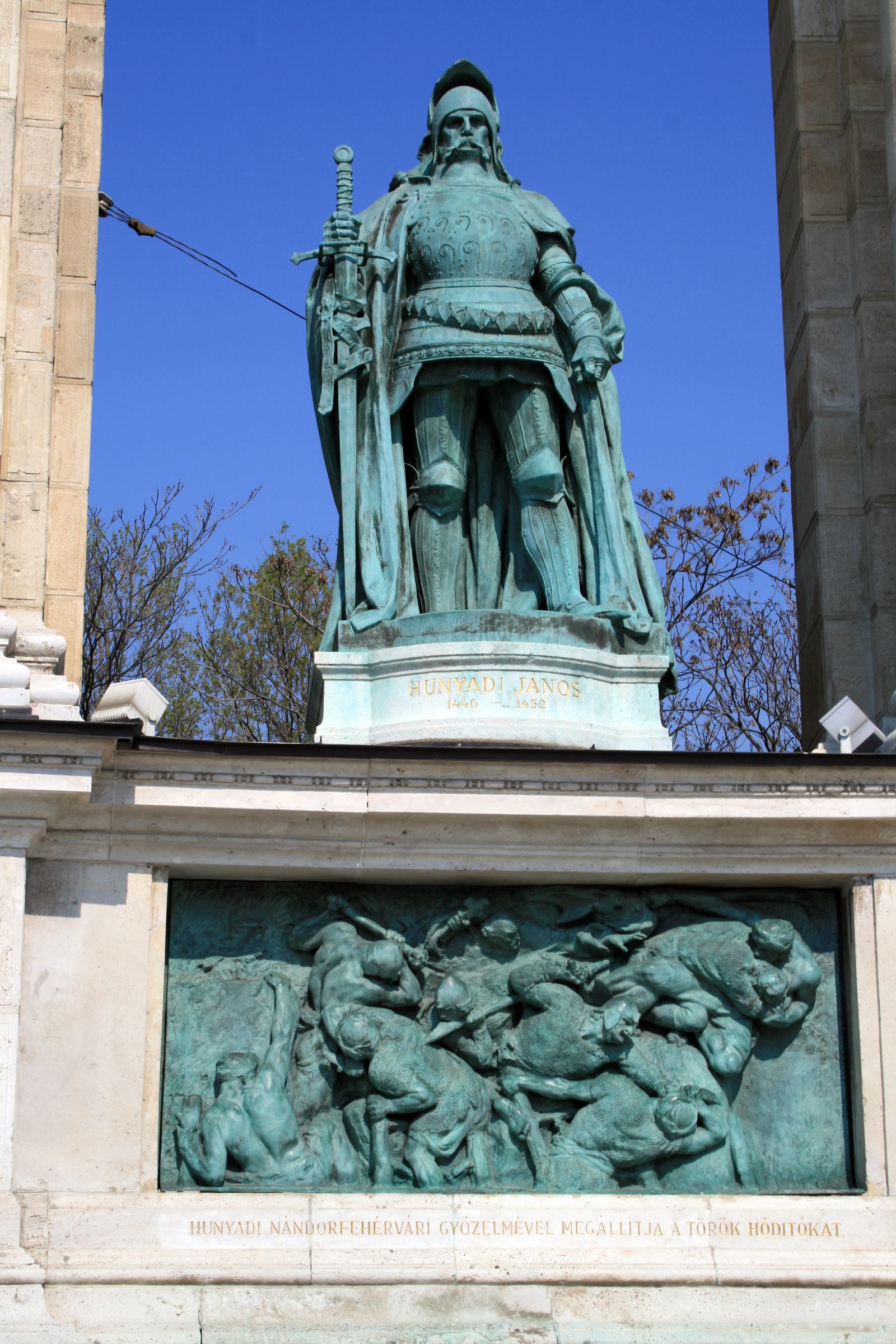
János Hunyadi; L'assedio di Belgrado (1456)
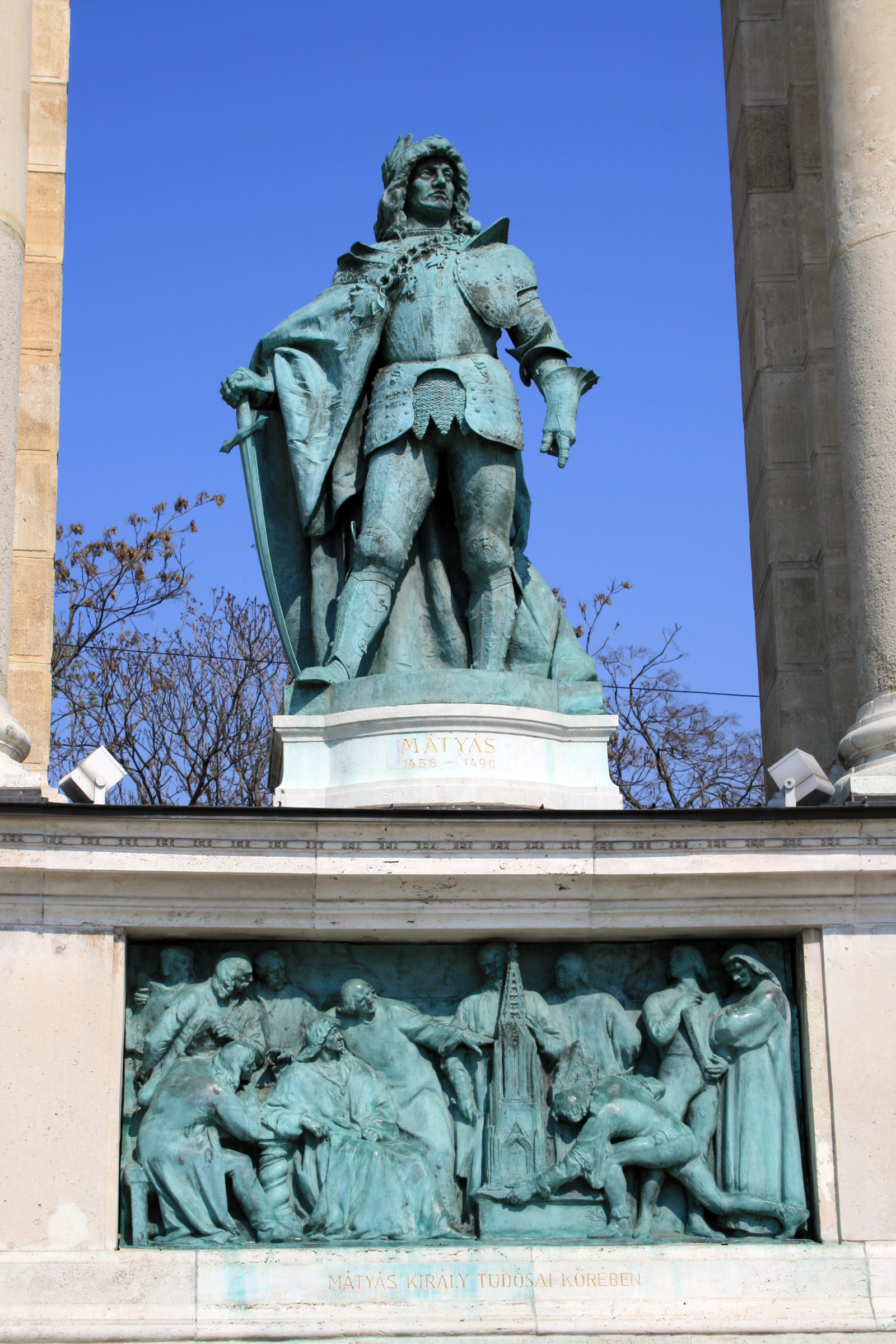
Re Mattia Corvino (r. 1458-1490); Mattia e i suoi studiosi
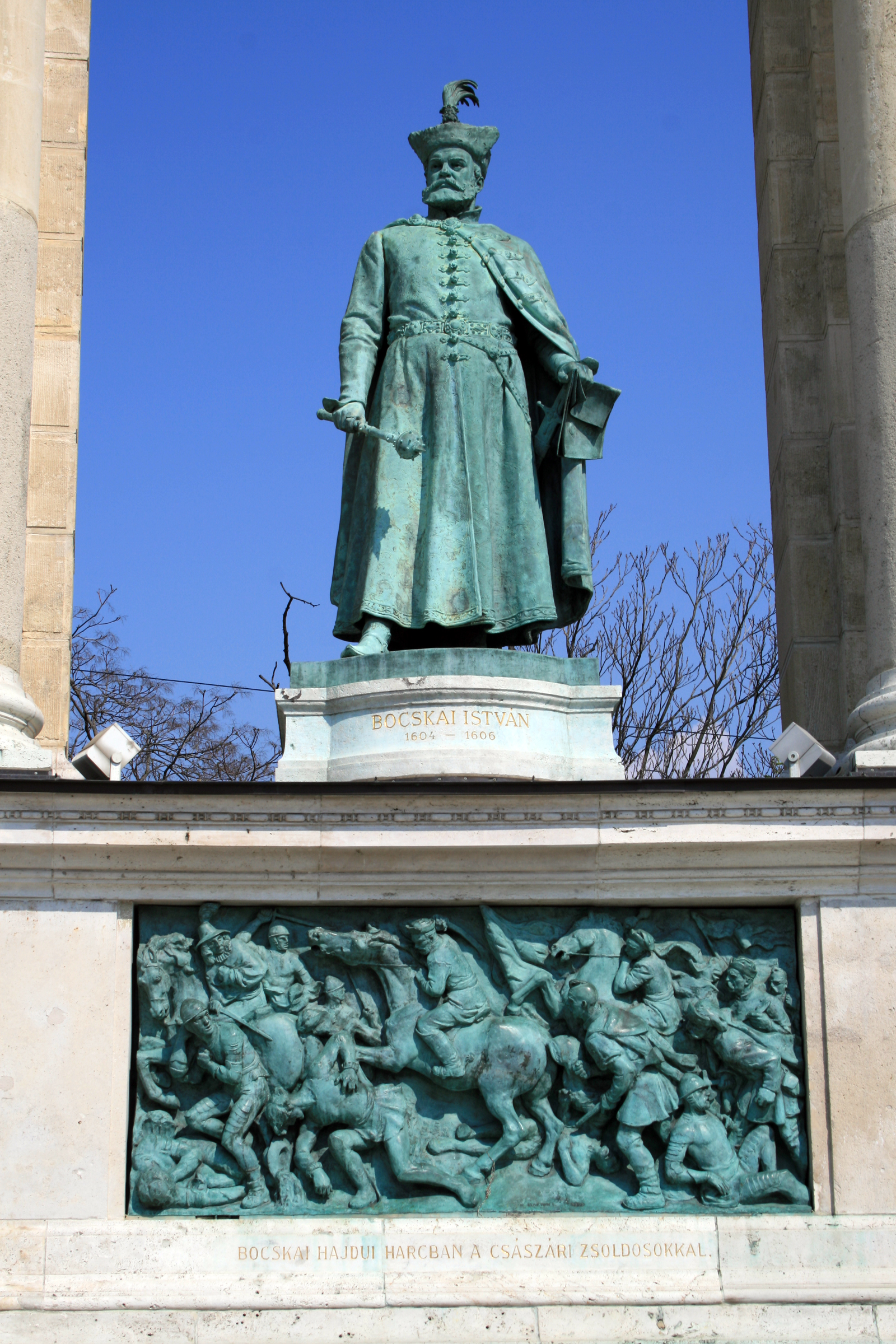
István Bocskai principe di Transilvania (r. 1605-1606); I soldati hajdúk sconfiggono le truppe di Rodolfo II d'Asburgo
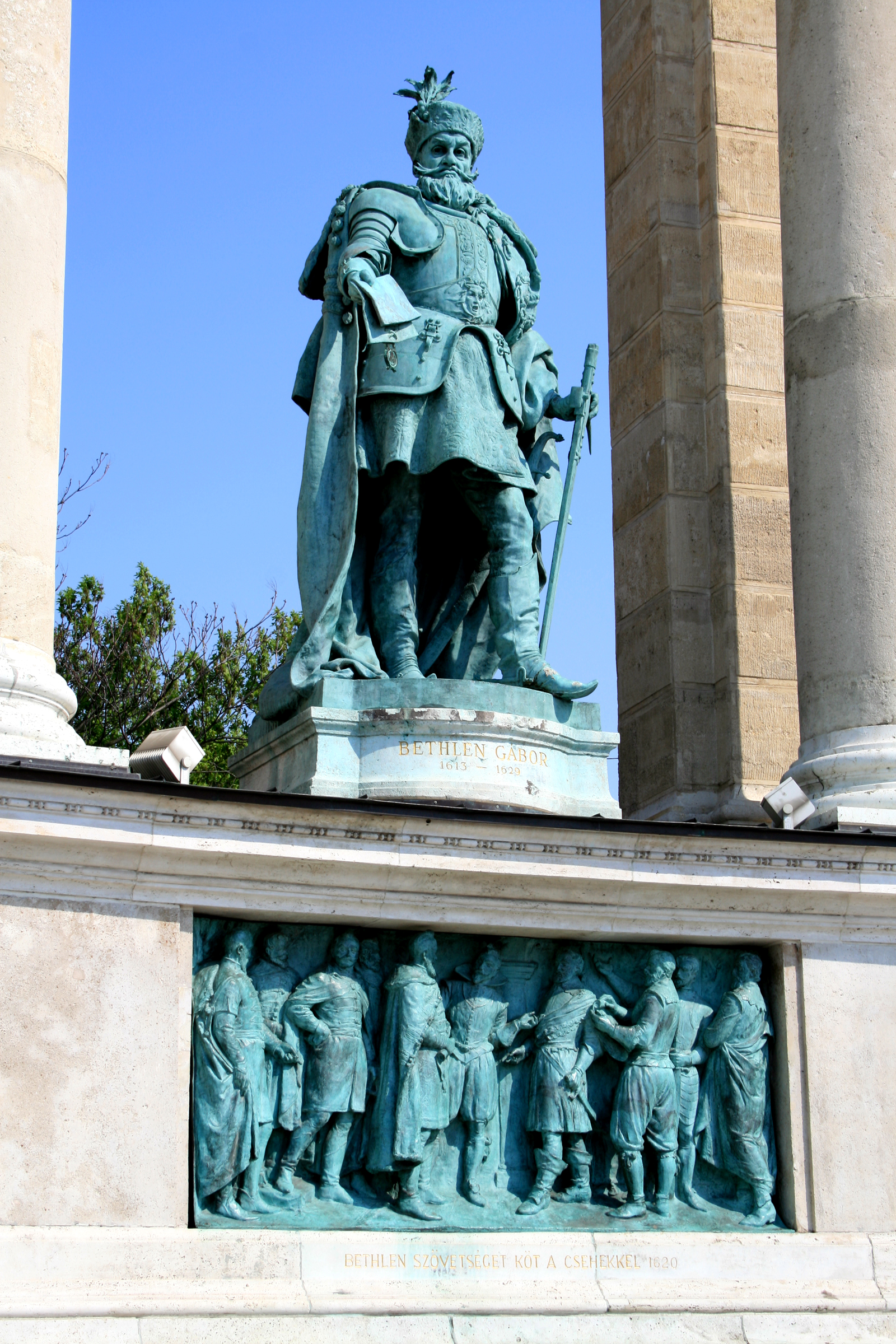
Gábor Bethlen principe di Transilvania (r. 1613-1629); Bethlen conclude un trattato con la Boemia
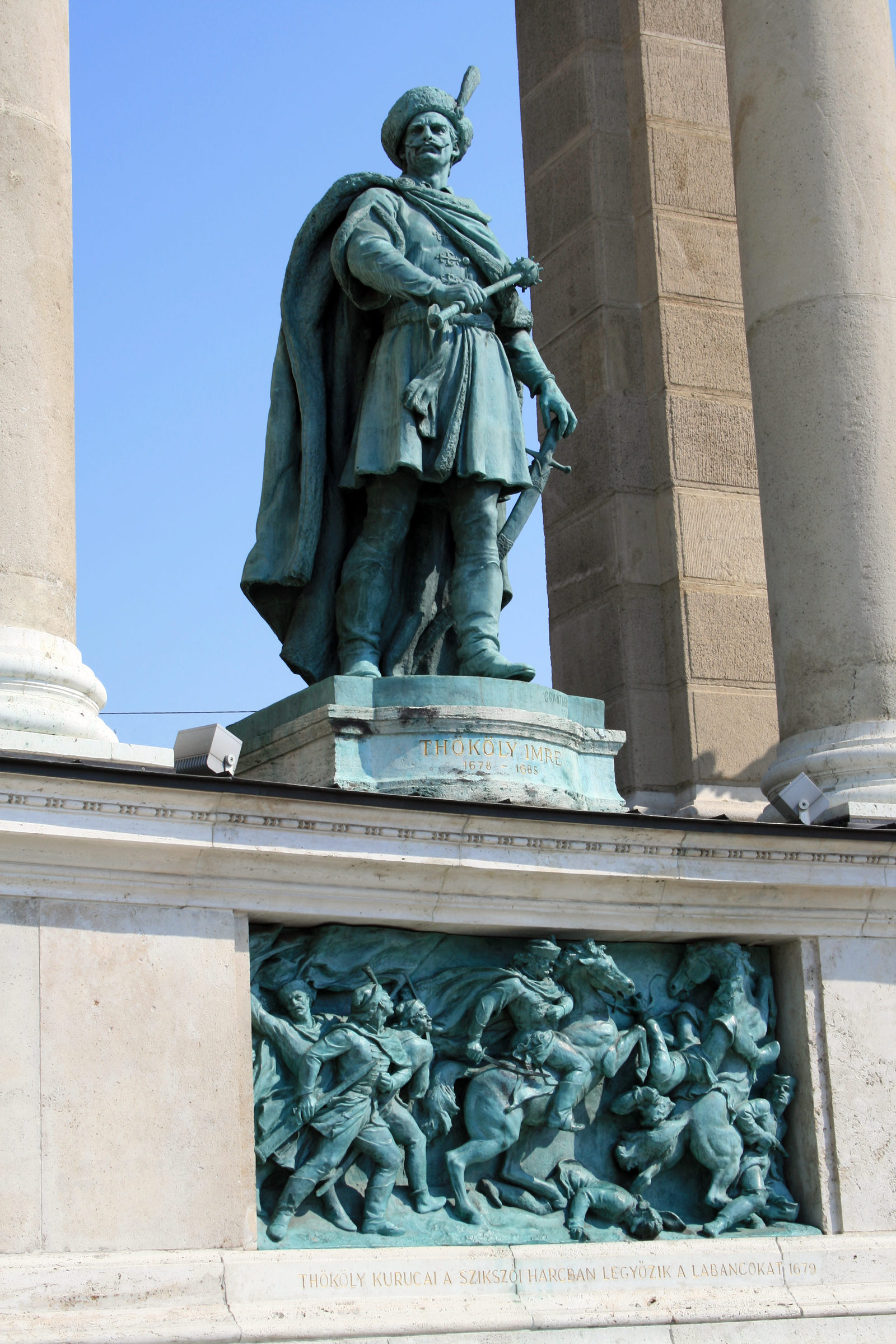
Imre Thököly principe dell'Alta Ungheria (r. 1682-1685); La battaglia di Szikszó (1588)
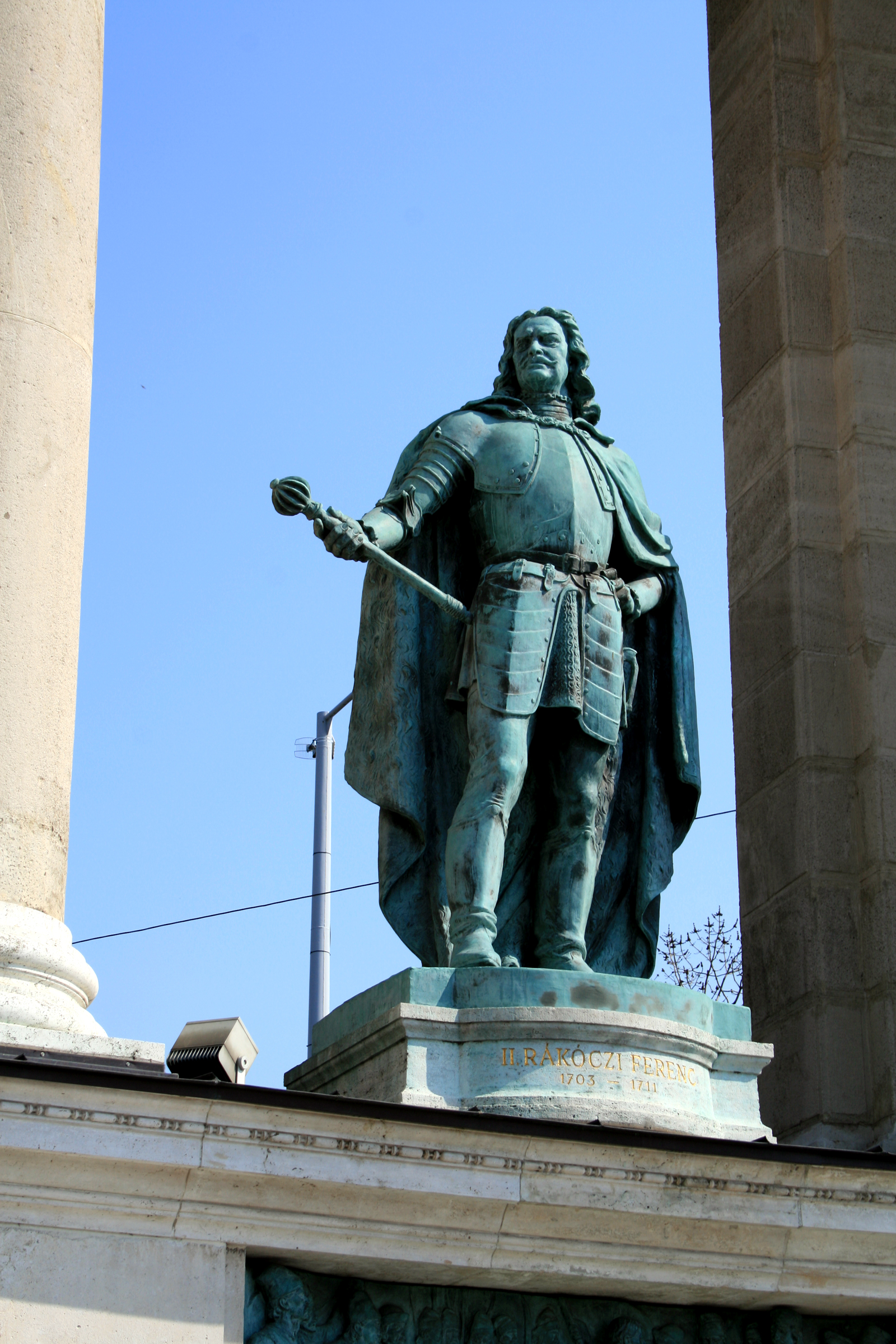
Ferenc II Rákóczi principe di Transilvania (r. 1704-1711); Rákóczi ritorna dalla Polonia
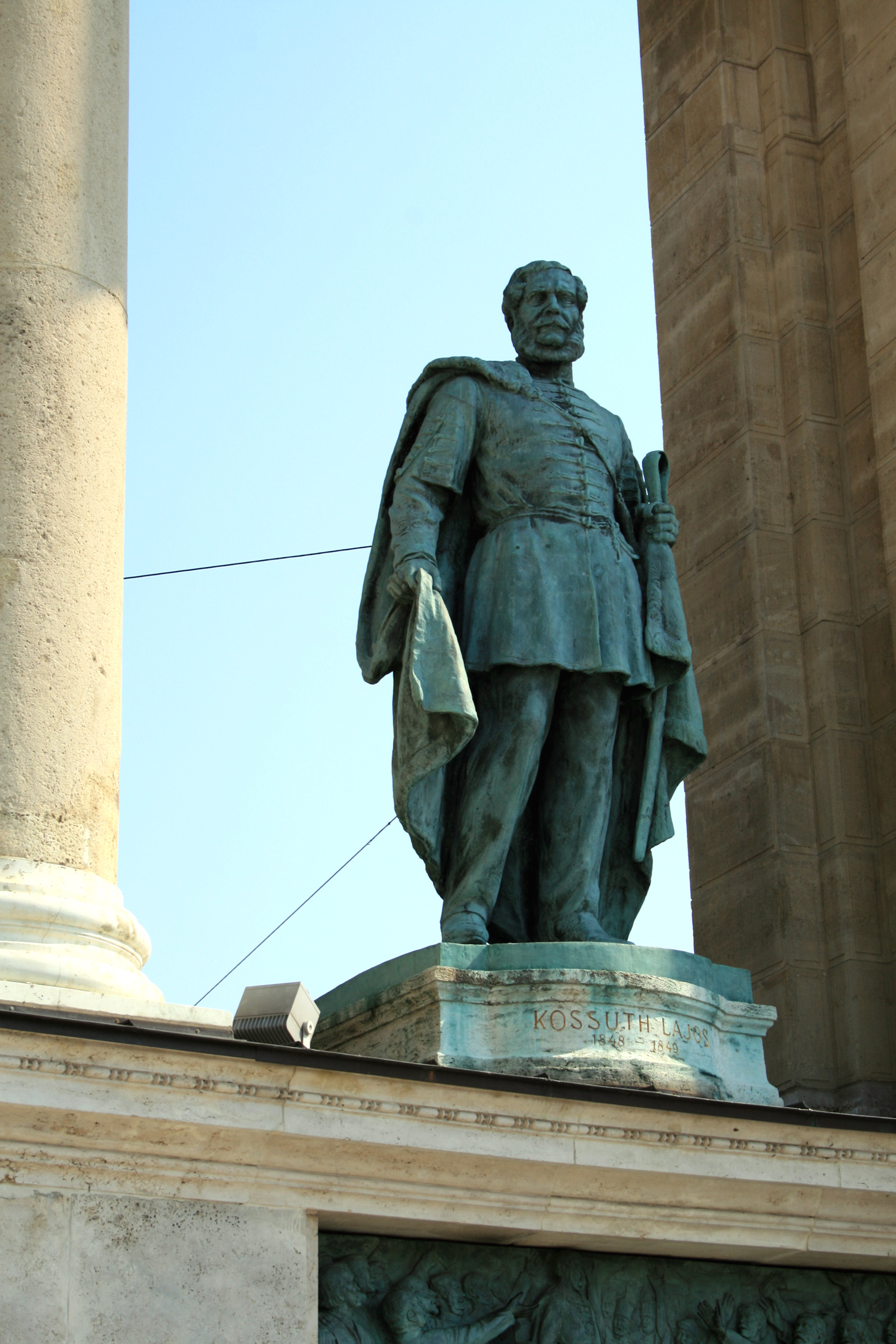
Lajos Kossuth; Kossuth raduna i contadini della grande pianura nella rivoluzione del 1848
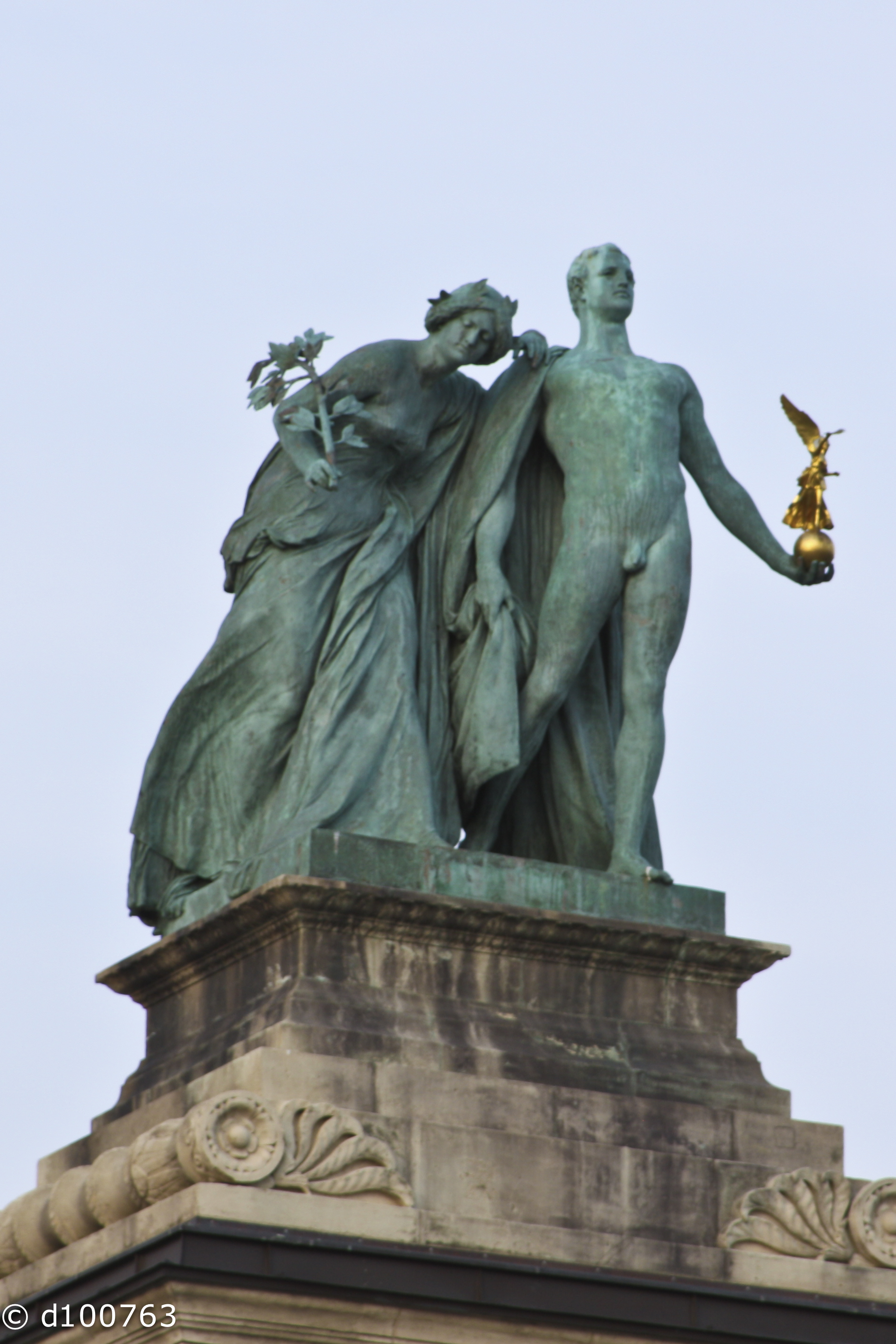
Allegoria della Conoscenza e della Gloria